# 运粮湖管理区
运粮湖管理区，是中华人民共和国湖北省潜江市下辖的一个乡镇级行政单位。

## 行政区划
运粮湖管理区下辖以下地区：
区直社区、新场生活区、南湖生活区、魏岭生活区、友爱生活区和推广中心生活区。